# رويلاولكورت
رويلاولكورت (بالفرنسية: Ruyaulcourt)‏ هي بلدية تقع في إقليم باد كاليه من منطقة نور با دو كاليه في شمال فرنسا. تبلغ مساحة هذه المدينة 6.4 (كم²)، وترتفع عن سطح البحر 114 م، يبلغ عدد سكانها 273 نسمة حسب إحصاء المعهد الوطني للإحصاء والدراسات الاقتصادية سنة 2009 م. وترأس Daniel Bédu البلدية خلال فترة (2008-2014).